# Jasia (Góry Sowie)
 Jasia  lub Góra Jasia (612 m n.p.m.) – wzniesienie w południowo-zachodniej Polsce, w Sudetach Środkowych, w Górach Sowich.

## Położenie i opis
Wzniesienie położone jest w północno-zachodniej części Gór Sowich, około 1,4 km na północ od centrum miejscowości Walim. Rozległa kulminacja na południowo-wschodnim krańcu masywu Babiego Kamienia o dość stromych zboczach północno-wschodnim opadającym do doliny Michałkowskiego Potoku i południowo-zachodnim opadającym do doliny Walimki. Wyrasta między Działem Jawornickim po południowo-zachodniej stronie a Dział Michałkowskim po północno-wschodniej stronie, w środkowej części długiego bocznego grzbietu Gór Sowich ciągnącego się w kierunku północno-zachodnim od Przełęczy Walimskiej. Wznosi się po północno-zachodniej stronie od wzniesienia Babi Kamień, od którego oddzielone jest Zajęczym Rowem. Wzniesienie wyraźnie wydzielają doliny potoków: Młynówki od północnego wschodu i Walimki, od południowego zachodu, prawych dopływów Bystrzycy.
Wzniesienie zbudowane jest z prekambryjskich gnejsów biotytowych i granitów z pegmatytami. Zbocza wzniesienia pokrywa warstwa młodszych osadów z okresu zlodowaceń plejstoceńskich. Wzniesienie od północnej strony góruje nad miejscowością Walim. Niewielką część wierzchołka wzniesienie oraz kraniec zachodniego zbocz, zajmuje las świerkowy i mieszany z przewagą buka. Rozległe partie zboczy zajmują nieużytki, łąki i pastwiska, na których rosnące ciągi drzew i kępy krzaków wyznaczają dawne miedze i polne drogi. Wschodnim zboczem równolegle do Młynówki prowadzi droga lokalna Walim - Toszowice. Wzniesienie oddziela Toszowice od Walimia. Położenie wzniesienia, kształt i wyraźna kopulasta część szczytowa z niewyraźnie podkreślonym wierzchołkiem, czynią wzniesienie rozpoznawalnym w terenie.

## Inne
- W przeszłości Góra Jasia stanowił atrakcje dla letników z Walimia oraz turystów wędrujących z Zagórza Śl. na Wielką Sowę. Do lat 50. XX wieku przez szczyt prowadził czerwony szlak turystyczny. Obecnie szczyt jest zapomniany i bardzo rzadko odwiedzany przez turystów.
- Dawniej pod sam szczyt podchodziły wiejskie zagrody, które były znacznie porozrzucane po zboczu. Ślady dawnych zagród wyznaczają dawne przydomowe drzewa i kępy krzaków porastających ruiny.

## Turystyka
- W pobliżu wzniesienia nie prowadzi szlak turystyczny
- Na szczyt można dojść od strony przysiółka Toszowice i Przełęczy Walimskiej.
- Z wielu miejsc na grzbiecie i pod szczytem roztaczają się ładne i bardzo rozległe widoki Walimia, Wielkiej Sowy, masywu Włodarza, Gór Wałbrzyskich i północno-zachodniej części Gór Sowich[1].